# LV-ROM

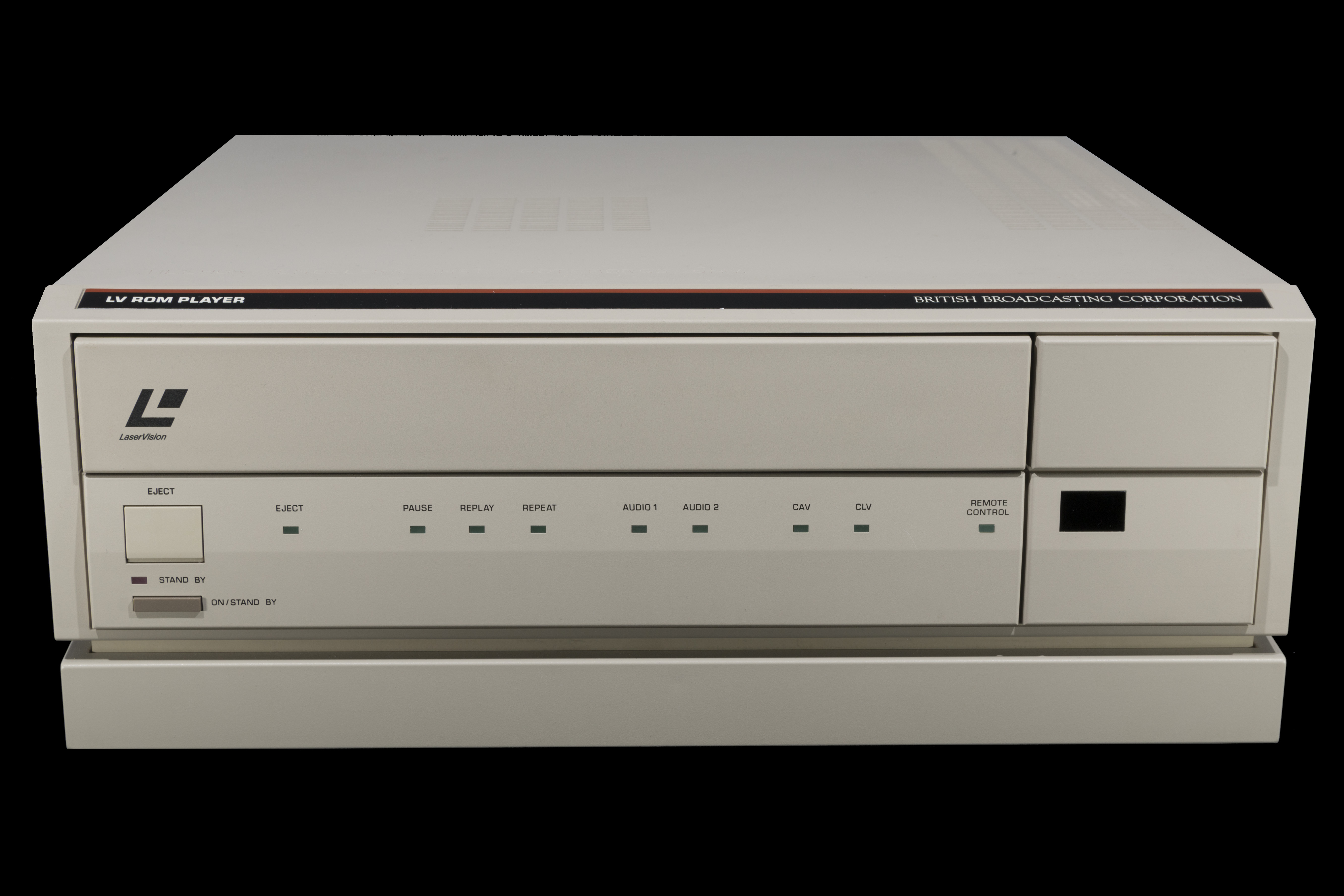
Reproductor de Laserdisc Philips VP415

LV-ROM era un formato de disco óptico desarrollado por Philips Electronics para integrar software  y video analógico para multimedia interactiva. El LV-ROM es una variación especializada del CAV Laserdisc . LV-ROM es una sigla de " LaserVision Read-Only Memory ".
Al igual que Laserdisc, los  LV-ROM almacenan audio y video analógicos codificándolos en modulación por ancho de pulso . Sin embargo, LV-ROM también almacena archivos a través de Advanced Disc Filing System, que es el sistema de archivos utilizado por Acorn Computers . Un disco LV-ROM puede almacenar hasta 324 megabytes de información digital o hasta 54 000 cuadros de video analógico (36 minutos con una velocidad de cuadros de 25 fps) por lado.
El formato tenía una sola aplicación: publicar videos documentales, escritos infantiles y otros registros históricos recopilados entre 1984 y 1986 para el Proyecto Domesday de la BBC .  Los discos LV-ROM del Proyecto Domesday se reprodujeron utilizando una computadora BBC Master conectada a través de SCSI-1 a un reproductor de LaserDisc Philips AIV VP415. Un genlock permitió que el software almacenado en el LV-ROM mostrara gráficos CGI sobre el video analógico en la pantalla de la computadora del BBC Master. Se accedía a los menús de la interfaz de usuario con un trackball .

## LD-ROM
A principios de la década de 1990, Pioneer Corporation implementó una variación del LV-ROM de 30 cm con un sistema de archivos diferente y una capacidad de 540 megabytes. Este formato de disco, llamado LD-ROM, almacenaba el software para un sistema de entretenimiento, Pioneer LaserActive, introdujo en 1993. era una consola de videojuegos multiplataforma-modular, un reproductor Laserdisc y un reproductor de CD .
Los LD-ROM deben su mayor capacidad a un diseño para la reproducción de velocidad lineal constante (CLV). Al igual que la cinta magnética, la velocidad de reproducción se corresponde con la calidad de imagen y la definición de audio de los flujos de audio y video analógicos. Dado que Pioneer pretendía los LD-ROM se usaran principalmente para software, eligió la tecnología CLV para aumentar la capacidad de almacenamiento de archivos.
Los discos LD-ROM especializados incluyen MEGA LD (para juegos de Sega Mega CD/Sega CD ), LD-G ( para karaoke o álbumes de fotos digitales; similar a CD+G ) y LD-ROM² (para PC-Engine software CD-ROM² ). Dicho formato se publicó en discos de 30 centímetros o en discos de 20 centímetros con una capacidad de almacenamiento menor.
Mientras que LV-ROM es una abreviatura de " LaserVision Read-Only Memory LaserVision", LD-ROM es una abreviatura de "LaserDisc Read-Only Memory".